# Женщина, случаи из реальной жизни
«Женщина, случаи из реальной жизни» (исп. Mujer, casos de la vida real) — мексиканский 17-ти сезонный телесериал в формате ситкома и телешоу, выходивший с 1985 по 2007 год. Ведущая и актриса — Сильвия Пиналь.

## Сюжет
Телешоу показывало истории, основанные на реальных событиях, в основном связанные с проблемами в семье и жестоким обращением родителей с детьми. В некоторых эпизодах Сильвия Пиналь перевоплощалась в актрису и играла роли на основе реальных событий XIX-XX веков. На протяжении первых лет телешоу вела Сильвия Пиналь, где разыгрывались весёлые темы и истории любви.

## В ролях
Всего в телешоу приняли участие 1596 актёров и актрис.

### Избранный актёрский состав
- Сильвия Пиналь — ведущая и актриса.
- Рикардо Вера
- Луис Кутюрье
- Альфонсо Итурральде
- Полли
- Элисабет Агилар
- Роксана Сауседо
- Клаудия Ортега
- Ана Берта Эспин — Кармен.
- Соккоро Бонилья
- Лусеро Ландер
- Ребека Манкита
- Мария Прадо
- Хоана Брито
- Анхелина Пелаэс
- Хуан Карлос Серран
- Алехандро Авила
- Оскар Травен
- Бенхамин Ислас
- Виебальдо Лопес
- Рафаэль Амадор
- Лиса Вильерт
- Сильвия Эухения Дербес
- Кармен Бесерра
- Эвита Муньос «Чачита»
- Ракель Панковски
- Рауль Падилья
- Арсенио Кампос
- Росита Пелайо
- Росанхела Бальбо
- Сильвия Суарес
- Эмилия Карранса
- Моисес Суарес
- Кармелита Гонсалес
- Рафаэль Вильяр
- Эдуардо Ривера
- Давид Остроски
- Хосе Луис Кордеро
- Сесилия Ромо
- Франческа Гильен
- Юлиана Пениче
- Тео Тапия
- Мигель Серрос
- Сульи Кейт
- Эктор Крус
- Марикрус Нахера
- Кельче Арисменди
- Барбара Хиль
- Херардо Мургиа
- Артуро Гисар
- Марикармен Вела
- Моника Санчес
- Аурора Клавель
- Альберто Салаберри
- Анабель Гутьеррес
- Тоньо Инфанте
- Гильермо Сарур
- Марисоль Сантакрус
- Серхио Каталан
- Ребека Манрикес
- Сильвия Манрикес
- Пако Ибаньес
- Адальберто Парра
- Кармен Родригес
- Педро Ромо
- Ванесса Бауче
- Клаудио Баэс — Эфраин.
- Хайме Гарса
- Хулио Монтерде
- Артуро Лорка
- Джессика Сегура
- Поло Ортин
- Эктор Саэс
- Ана Мария Агирре
- Ильда Агирре
- Алехандро Руис
- Антонио Мигель
- Эдуардо Родригес
- Жаклин Арройо
- Стефани Герард
- Луис Хавьер
- Анастасия
- Алехандра Прокуна
- Росита Бушо
- Альма Муриэль
- Алехандра Мейер
- Долорес Саломон
- Андреа Легаррета
- Арчи Лафранко
- Эванхелина Соса
- Роберто Бальестерос
- Ракель Морель
- Эдуардо Линьян
- Сильвия Контрерас
- Орландо Мигель
- Алейда Нуньес
- Сесилия Габриэла
- Ана Патрисия Рохо
- Густаво Рохо
- Мигель Писарро
- Антонио Эскобар
- Хосе Роберто Хилл
- Вирхиния Гутьеррес
- Франсес Ондивьела
- Франсиско Рубио
- Висенте Эррера
- Тина Ромеро
- Эрик дель Кастильо
- Марко Муньос
- Мигель Сантана
- Патрисия Навидад
- Роса Мария Морено
- Хуан Игнасио Аранда
- Пати Диас
- Мария Фернанда Гарсия
- Летисия Пердигон
- Беатрис Морено
- Фатима Торре
- Адриана Барраса
- Альберто Инсуа
- Мануэль Саваль
- Алекс Сирвент
- Марко Уриель
- Офелия Кано
- Сильвия Каос
- Моника Прадо
- Ники Монделлини
- Ингрид Марц
- Уго Масиас Макотела
- Луис Гатика
- Рауль Буэнфиль
- Эрика Буэнфиль
- Эрнесто Годой
- Рафаэль Рохас
- Роберто Бландон
- Рикардо Блюме
- Марта Аура
- Марсела де Галина
- Мигель Гутьеррес
- Патрисия Рейес Спиндола
- Рени Варси
- Лорена Веласкес
- Хорхе Антолин
- Хорхе Сантос
- Ампарито Аросамена
- Клаудия Вега
- Алехандра Эспехо
- Бобби Ларриос
- Клаудия Алиса Агилар
- Серхио Хурадо
- Тхайли Амескуа
- Мерседес Мольто
- Серхио Акоста
- Арселия Рамирес
- Асела Робинсон
- Роса Мария Бьянчи
- Россана Сан-Хуан
- Патрисия Мартинес
- Хильберто де Анда
- Дасия Гонсалес
- Марта Хулия
- Гастон Тусе
- Гильермо Агилар
- Даниэла Аэдо
- Алан Ледесма
- Леонорильда Очоа
- Норма Ласарено
- Хулио Камехо
- Хорхе Варгас
- Серхио Рамос
- Андрес Бонфильо
- Оскар Бонфильо
- Ядира Сантана
- Густаво дель Кастильо
- Кристиан Руис
- Магда Гусман
- Алехандра Пениче
- Лус Мария Агилар
- Марта Самора
- Мария Сорте
- Росарио Гальвес
- Сальвадор Санчес
- Раймундо Капетильо
- Делия Касанова
- Артуро Гарсия Тенорио
- Кика Эдгар
- Эрнесто Лагуардия
- Родольфо де Анда-младший
- Мария Сандоваль
- Мигель Гарса
- Мариана Авила
- Дамиан Мендиола
- Сокорро Авелар
- Алисия дель Лаго
- Вики Родель
- Дарвин Солано
- Эдуардо Сантамарина
- Хуан Мануэль Берналь
- Родриго Абед
- Луис Баярдо
- Тони Браво
- Рауль Маганья
- Эдуардо Норьега
- Росалинда Эспанья
- Хосе Мария Торре
- Андреа Гарсия
- Итати Кантораль
- Маргарита Исабель
- Карла Альварес
- Кэти Барбери
- Алехандра Баррос
- Куно Беккер
- Отто Сирго
- Бланка Торрес
- Эванхелина Мартинес
- Консуэло Дуваль
- Карлос Баларт
- Ана Мартин
- Виктория Руффо
- Диана Осорио
- Элисабет Альварес
- Себастьян Рульи
- Мариана Риос
- Марк, Хавьер
- Илиана де ла Гарса
- Анна Фомина
- Арлет Теран
- Диана Гольден
- Мануэль Охеда
- Серхио Басаньес
- Серхио Сендель
- Мигель Анхель Бьяджио
- Элисабет Дупейрон
- Фабиан Роблес
- Сервандо Манцетти
- Хуан Пабло Гамбоа
- Мариана Карр
- Роберто Паласуэлос
- Хеновева Перес
- Пепе Хименес
- Даниэль Абиф
- Эдит Гонсалес
- Адриана Парра
- Ирма Лосано
- Мариагна Пратс
- Анна Лаевская
- Октавио Галиндо
- Малени Моралес
- Барбара Корсега
- Роберто Антунес
- Сара Монтес
- Аврора Кортес
- Вероника Куэнка
- Артуро Муньос
- Херман Берналь
- Хавьер Эрранс
- Алехандро Томмаси
- Хуан Карлос Бонет
- Анхелика Вале
- Кармен Монтехо
- Аурора Молина
- Габриэла Гольдсмит
- Эктор Соберон
- Мануэль «Флако» Ибаньес
- Анаис
- Демиан Бичир
- Одисео Бичир
- Рафаэль Амайа
- Хосе Луис Ресендес
- Карлос де ла Мота
- Карлос Эдуардо Рико
- Исаура Эспиноса
- Алехандро Гусе
- Рената Флорес
- Конни де ла Мора
- Тания Васкес
- Эдуардо Борха
- Пепе Оливарес
- Дульсе Мария
- Виктор Норьега
- Патрисия Рамирес
- Кармен Салинас
- Норма Эррера
- Хосефина Эчанове
- Лаура Флорес
- Летисия Кальдерон
- Наталия Эсперон
- Алисия Монтойя
- Жаклин Андере
- Сильвия Кампос
- Моника Мигель
- Лус Елена Гонсалес
- Ана Луиса Пелуффо
- Вероника Масиас
- Мигель Пальмер
- Дасия Аркарас
- Хорхе Салинас
- Луис Химено
- Майя Мишальска
- Себастьян Лигарде
- Пилар Соуса
- Гильермо де Альварадо
- Мече Барба
- Ядира Каррильо
- Тито Гисар
- Ирланда Мора
- Жаклин Вольтер
- Лили Инклан
- Мануэль Ландета
- Марсиаль Касале
- Марта Офелия Галиндо
- Ада Карраско
- Роберто Соса Мартинес
- Оскар Морелли
- Магда Карина
- Иоланда Андраде
- Константино Костас
- Вероника Лангер
- Клаудия Сильва
- Алексис Айала
- Арасели Арамбула
- Саби Камалич
- Беатрис Мартинес
- Мигель Анхель Негрете
- Тереса Гисар
- Синтия Клитбо
- Флоренсия Ферре
- Мария Эухения Риос
- Кармен Амескуа
- Мигель де Леон
- Лусеро
- Карен Сентиес
- Нурия Бахес
- Альма Дельфина
- Бланка Герра
- Кариме Лосано
- Марга Лопес
- Пилар Монтенегро
- Мариана Сеоане
- Мариана Леви
- Анхелика Мария
- Мария Элена Веласко
- Химена Эррера
- Елена Рохо
- Шерлин
- Мишель Вьет
- Фернандо Колунга
- Анаи
- Милтон Кортес
- Эктор Крус
- Умберто Элисондо
- Антонио Мигель
- Орландо Мигель
- Рикардо Кляйнбаум
- Хуан Карлос Коломбо
- Долорес Беристайн
- Лупита Очоа
- Хулио Брачо
- Луис де Икаса
- Валентино Ланус
- Серхио Корона
- Габриела Муррай
- Джован д’Анджело
- Ракель Ольмедо
- Иманоль
- Паулина Гайтан
- Хорхе Ван Ранкин
- Марио Касильяс
- Пилар Пельисер
- Роса Элена Диас
- Карла Талавера
- Жан Сафонт
- Эухенио Кобо
- Тони Далтон
- Алан Гутьеррес
- Эрик Эстрада
- Родриго Нери
- Лорена Альварес
- Марко Мендес
- Энрике Роча
- Рубен Рохо
- Рауль Арайса
- Диана Брачо
- Ромина Кастро
- Луис Карденас
- Кейт дель Кастильо
- Анхелес Марин
- Вероника Мерчант
- Хорхе Руссек
- Бланка Санчес
- Лилиана Веймер
- Анхелика Арагон
- Хосе Кантораль
- Даниэла Кастро
- Фелипе Коломбо
- Хульета Эгуррола
- Эрнесто Гомес Крус
- Габриэла Ассель
- Джессика Хурадо
- Серхио Клейнер
- Гильермо Муррай
- Росита Кинтана
- Мария Ребека
- Адриана Роэль
- Марта Рот
- Моника Санчес Наварро
- Альфредо Адаме
- Арат де ла Торре
- Мигель Мансано-младший
- Йоланда Мерида
- Ана Сильветти
- Гваделупе Боланьос
- Хосе Элиас Морено-младший
- Доминика Палета
- Ева Кальво
- Роджер Кадни
- Альберто Эстрелья
- Рауль Рамирес
- Мария Тереса Ривас
- Оскар Миранда

#### Прочий актёрский состав
В прочем актёрском составе задействованы малоизвестные и эпизодические актёры, и поэтому в список они не вносятся.